# 레이 리어던

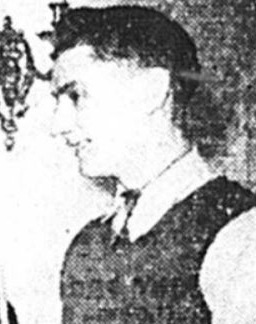

레이 리어던(영어: Ray Reardon, MBE, 1932년 10월 8일~2024년 7월 19일)은 웨일스의 스누커 선수이다. 1970, 1973, 1974, 1975, 1976, 1978년 세계 선수권 우승자이다.

## 서훈
- 1985년 대영 제국 훈장 5등급(MBE) 수훈[1]